# Johannes Fastenrath

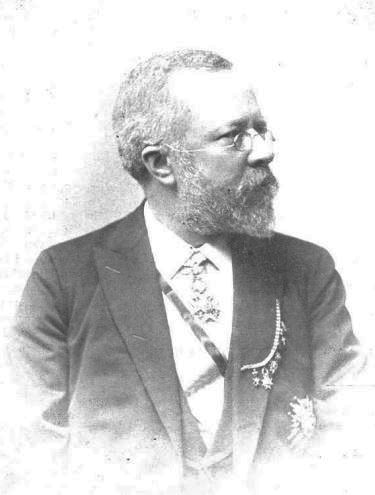
Johannes Fastenrath

Johannes Fastenrath (* 3. Mai 1839 in Remscheid; † 16. März 1908 in Köln) war ein deutscher Jurist, Schriftsteller und Übersetzer.

## Leben
Fastenraths Eltern waren der Großkaufmann Johannes Fastenrath sen. (1798–1867) und Rosalie Fastenrath geborene Hürxsthal. Nach der Übersiedlung der Eltern von Remscheid nach Köln im Jahre 1847, besuchte er hier zunächst das Friedrich-Wilhelm-Gymnasium, ab 1856 studierte er in Bonn, Heidelberg, München, Berlin und Paris Rechtswissenschaften. Am 20. März 1860 promovierte er in Berlin zum Dr. jur. utr. und arbeitete dann als Gerichtsreferendar beim Landgericht Köln. Bereits nach eineinhalb Jahren gab er seine juristische Laufbahn auf und lebte seitdem in Köln mit ausschließlich literarischen Arbeiten. Verschiedene Reisen führten den Verehrer romanischer Wesensart und Sprache vor allem nach Spanien, wo er sich 1864 erstmals für vier Monate aufhielt. Dort beschäftigte er sich eingehend mit der zeitgenössischen Literatur – sowohl mit der spanischen als auch mit der katalanischen. Eine zweite Spanienreise folgte 1869, die ebenfalls vier Monate dauerte. Auf dieser Reise gelang es ihm, bedeutende persönliche und literarische Verbindungen zu knüpfen, darunter zu dem Dichter Don Manuel Juan Diana.
Er übersetzte Dianas Lustspiel Rezept gegen Schwiegermütter (La Receta contra las Suegras) ins Deutsche (2. Auflage 1872), wie es bereits König Ludwig I. getan hatte, und lieferte in einer Reihe von Gedichtsammlungen frei nachbildende Übertragungen alt- und neuspanischer Dichtungen: Ein spanischer Romanzenstrauß (Leipzig 1865), Klänge aus Andalusien (Leipzig 1866), Die Wunder Sevillas (Romanzen und Lieder, Leipzig 1867), Hesperische Blüten (Leipzig 1869) und Immortellen aus Toledo (Leipzig 1869), denen sich später Das Buch meiner spanischen Freunde (Leipzig 1870, 2 Bände) und Stimmen der Weihnacht (Lieder nach Ventura Ruiz Aguilera, Leipzig 1880) anschlossen.

Johannes Fastenrath, um 1900

Diese Dichtungen erregten in Spanien ungewöhnliches Aufsehen und trugen Fastenrath bei seiner zweiten Reise dorthin 1869 seltene Auszeichnungen ein. 1870 gab er Kriegs- und Siegeslieder unter dem Titel Den deutschen Helden von 1870 (6. Auflage Leipzig 1871) heraus. In spanischer Sprache veröffentlichte er 1872 Pasionarias de un Alemán-Español, eine Beschreibung der Oberammergauer Passionsspiele, und La Walhalla y las glorias de Alemania (1872 ff., 6 Bände), worin er den Spaniern eine Galerie hervorragender deutscher Männer von Arminius bis Kaiser Wilhelm I. vorführte.
Im Jahr 1879 reiste Fastenrath zum dritten Mal nach Spanien. Im Mai 1881 nahm er als Delegierter des Allgemeinen Deutschen Schriftstellerverbands an der Feier des 200. Todestags von Pedro Calderón de la Barca in Madrid teil. 1891 wurde Fastenrath Gründungsmitglied des von Joseph Stöckle ins Leben gerufenen Deutschen Scheffelbunds. Im Scheffeljahrbuch für 1894 setzte er seinem Freund mit dem vierstrophigen Gedicht Zu Joseph Stöckles Gedächtnis ein kleines Denkmal. Der Scheffelbund ernannte Fastenrath später zu seinem Ehrenmitglied.
Am 13. Mai 1893 wurde die Literarische Gesellschaft Köln e. V. im Kölner Gürzenich gegründet. Zum ersten Vorsitzenden wurde Fastenrath gewählt, er behielt das Amt bis zu seinem Tod. Von 1898 bis 1914 richtete die Gesellschaft alljährlich poetische Wettkämpfe, die Kölner Blumenspiele aus. Auf einer seiner Reisen wurde Fastenrath auf den aus dem Mittelalter stammenden Brauch der Blumenspiele (vgl. dazu auch Jocs Florals) aufmerksam. Bei diesen Blumenspielen handelte es sich ursprünglich um dichterische Wettstreite, die der Pflege der Sprache der Trobadors dienen sollten. Ihren Namen führten sie nach silbernen Blumen, mit denen die aus den Wettstreiten als Sieger hervorgegangenen Dichter ausgezeichnet wurden. Im Preisrichterkollegium der Kölner Blumenspiele saß von 1899 bis 1905 der lyrische Dichter Ernst Scherenberg.

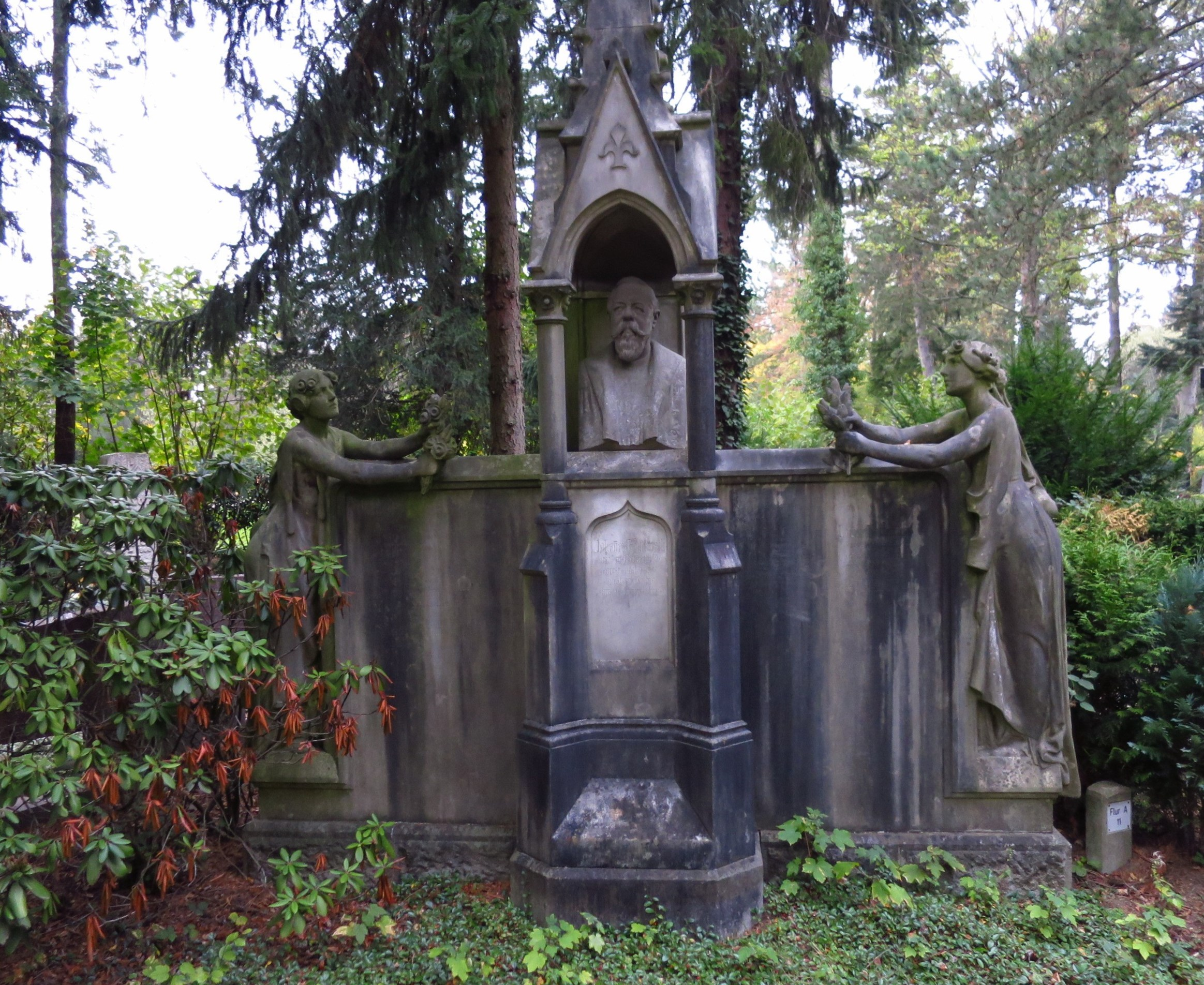
Grabmal Fastenrath auf dem Kölner Westfriedhof

1900 ließ Fastenrath auf dem Grundstück Neumarkt 3 / Cäcilienstraße 48 in Köln das von den Architekten Schreiterer & Below entworfene, repräsentative, dreigeschossige „Haus Fastenrath“ im Stil des Klassizismus errichten. Es besaß einen maurischen Salon und im Hof eine Nachbildung des Löwenbrunnens der Alhambra. Fastenrath zog hier 1901 ein und hielt in jenem Jahr einen ersten literarischen Zirkel ab. Zu den Mittelpunkten großbürgerlicher Kunstpflege gehörte auch der Salon mit einer umfangreichen Gemäldesammlung. Nach dem Tod von Fastenraths Witwe (1914) stand das Haus im Jahr 1917 zum Verkauf und wurde 1918 als Geschäftshaus von der Kunsthandlung Math. Lempertz erworben.
Fastenrath war seit 1883 mit der ungarischen Schriftstellerin Luise (Louise) Fastenrath geborene Goldmann (1858–1914) verheiratet, die 1892 in Korrespondenz mit Wilhelm Busch stand. Nach dem Tod ihres Ehemanns führte sie die Kölner Blumenspiele fort. Die Grabstätte Fastenraths befand sich zunächst auf dem Melaten-Friedhof und wurde später auf den Kölner Westfriedhof (Flur D) verlegt. Das Grabdenkmal – u. a. mit einer Porträtbüste Fastenraths – schuf der österreichische Bildhauer Hans Brandstetter.

## Ehrungen / Auszeichnungen
- 1868: Ehrenbürgerwürde der Stadt Sevilla
- 1869: Korrespondierendes Mitglied der Academia de la Historia in Madrid
- 1869: Ritterkreuz der spanischen Krone
- 1870: Großkreuz des Ordens Karls III. der spanischen Krone

Großherzog Carl Alexander von Sachsen-Weimar-Eisenach verlieh Fastenrath den Titel eines (Großherzoglich Sächsischen) Hofrats, weitere hohe Orden erhielt er von den Königen von Portugal und Württemberg, vom Präsidenten der Republik Venezuela und vom Fürsten von Hohenzollern. Er war Korrespondierendes Mitglied der Academia Mexicana de la Lengua in Mexiko-Stadt.

## Weitere Schriften
- Luther im Spiegel spanischer Poesie. Bruder Martins Vision. (nach Gaspar Núñez de Arce) 2. Auflage, Leipzig 1881.
- Calderón de la Barca. Leipzig 1881.
- Calderón in Spanien. Leipzig 1882.
- Von Hochzeit zu Hochzeit. Lieder aus sonnigen Tagen. Wien 1883.
- Autobiografía. In: Castilla (Valladolid), 1. Jahrgang, Nr. 27 (vom 19. Juli 1903), S. 7.
- Granadinische Elegien. Leipzig 1885.

Außerdem veröffentlichte er mehrere Dramen nach José Echegaray.

## Nachlass
Die Nachlässe von Johannes und Luise Fastenrath werden im Historischen Archiv der Stadt Köln (Bestand 1032) aufbewahrt und verwaltet. Die spanischen Briefe gingen nach dem Tod von Luise Fastenrath an den König von Spanien, die catalonischen, provenzalischen, französischen und alle aus Barcelona kommenden spanischen Briefe an die Stadt Barcelona.